# 頂峰論
頂峰論是1958年夏天由康生提出的一個與毛澤東個人崇拜有關的主張。

## 历史
1958年夏，康生最早提出“毛泽东思想是马列主义的顶峰”的说法。林彪也認為毛澤東思想是最高最活的馬克思主義，是當时世界思想的頂峰。1966年8月4日，中共中央把毛泽东7月25日关于不要再用“最高最活”、“顶峰”、“最高指示”一类语言的意见通知全党。